# Nirriti

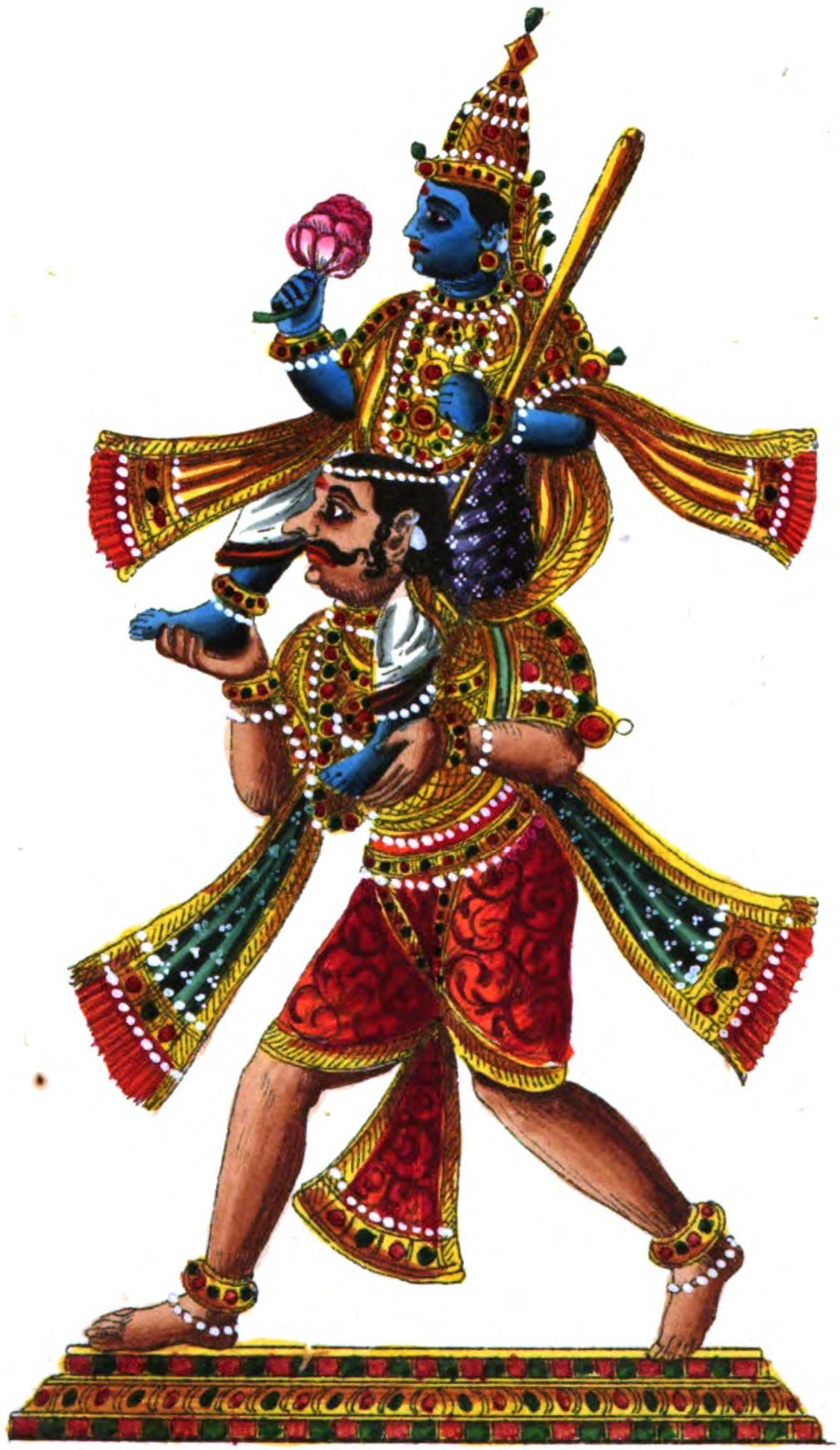
Nirriti.

Nirriti (IAST: Nirṛti) fait partie des déesses de l'hindouisme et plus particulièrement du védisme. Lors des offices liés au feu les Yajna, Nirrti est invoquée.
Dans l'hindouisme plus récent (à partir des Purana), Nirriti est une divinité masculine appelée aussi Nirrita. Divinité d'aspect émacié, voire squelettique, dikpâla (gardien) du sud-ouest, son vahana ou monture est un cadavre.
Symbolisant la décadence, étroitement associé à Yama (la mort) et la décrépitude, elle régirait les rakshasa (créatures anthropophages), les  bhûta (fantôme) et les maladies.
Dans l'astrologie védique (Jyotish) Nirriti est la divinité de Mula qui est la 19ème des  27 demeures lunaires indiennes (Nakshatras). Elle symbolise la dissolution et  l'énergie destructrice du mal qui est nécessaire avant une remise en ordre qui permet ensuite une possible renaissance.  

## Origine indo-européenne
Georges Dumézil rapproche cette divinité d'une divinité romaine, Lua Mater, qui personnalise le même concept d'anéantissement et de désagrégation. Il rappelle l'importance, dans la pensée védique comme chez les Romains, de la notion d'ajustement ordonné, exprimé en sanskrit par le participe passé r̥tá (du verbe r̥-). Nirr̥ti représente la destruction du r̥tá. Il lui paraît probable que Nirr̥ti et Lua continuent une même conception indo-européenne.